# J. Cole
Jermaine Lamarr Cole (Frankfurt, 1985. január 28. –) művésznevén J. Cole, kétszeres Grammy-díjas amerikai rapper, énekes, dalszerző és producer. Egy amerikai katonai bázison született Nyugat-Németországban és Fayetteville-ben nőtt fel. 2007-ben adta ki első mixtape-jét, a The Come Upot, amelyet a The Warm Up (2009) és a Friday Night Lights (2010) követett, amelyeket méltatták a zenekritikusok. 2009-ben aláírt Jay-Z Roc Nation kiadójához. Generációjának egyik legbefolyásosabb rapperének tartják.
Első stúdióalbumát, a Cole World: The Sideline Storyt 2011-ben adta ki. Első helyen debütált a Billboard 200-on, amelyet a következő albuma, a Born Sinner (2013) is elért. Ezt követően elkezdett mélyebb jelentéssel rendelkező zenét készíteni, 2014 Forest Hills Drive című albumával, amely első volt a Billboard 200-on és jelölték a Legjobb rapalbum díjra a 2015-ös Grammy-gálán. Korábbi lemezeihez hasonlóan a 4 Your Eyez Only (2016) is első volt Amerikában és befolyásolta a jazz műfaja. Ötödik albuma, a KOD (2018) sorozatban ötödik első helyezett albuma lett és beállította a The Beatles rekordját, hiszen hat dal is szerepelt rajta, amely elérte a Billboard Hot 100 első húsz helyének egyikét. Hatodik stúdióalbuma, a The Off-Season 2021. május 14-én jelent meg.
Cole zongorán is játszik, illetve rapper karrierje mellett producer is. Olyan előadókkal dolgozott producerként, mint Kendrick Lamar és Janet Jackson, illetve saját albumainak nagy részén is ő végzi az utómunkálatokat. Van saját lemezkiadója, a Dreamville Records és indított egy nonprofit szervezetet is, a Dreamville Foundationt. A Dreamville válogatásalbuma, a Revenge of the Dreamers III (2019) első helyen debütált a Billboard 200-on és jelölték a Legjobb rapalbum kategóriában a 62. Grammy-gálán.
Cole nyert egy Grammy-díjat a Legjobb rapdal kategóriában, egy Billboard Music Awardot a Legjobb rapalbum kategóriában, három Soul Train Music Awardot és nyolc BET Hip Hop Awardot. Mindegyik albuma és a Revenge of the Dreamers III is platina minősítést kapott az Amerikai Hanglemezgyártók Szövetségétől (RIAA).

## Zenei karrier

### 1999–2008: első mixtape-ek
J. Cole első inspirációi Canibus, Nas, Tupac és Eminem voltak. Cole és unokatestvére együtt dolgoztak, hogy megtanulják az alapvető ritmussémákat és dalszövegírás, történetmesélés alapjait. Tizennégy éves korára Cole füzeteket írt tele dalötletekkel, de zenei alapokat nem tudott készíteni, hangminták használatának kivételével. Cole anyja vett neki egy Roland TR-808 dobgépet, hogy segítse fiának munkáját. A következő három évben a rapper internetes fórumokon kezdett el kiadni dalokat Blaza és Therapist néven.
Cole később albumhosszúságú zenei alapokat készített el és elutazott a Roc the Mic Studióba, hogy lejátszhassa Jay-Z-nek, aki akkor éppen az American Gangster munkálatain dolgozott. Cole több, mint három órát várt, mielőtt Jay-Z elküldte a stúdióból. Később a CD-t a The Come Up mixtape-jének alapjaként használta.

### 2009–2010: szerződés a Roc Nationnel

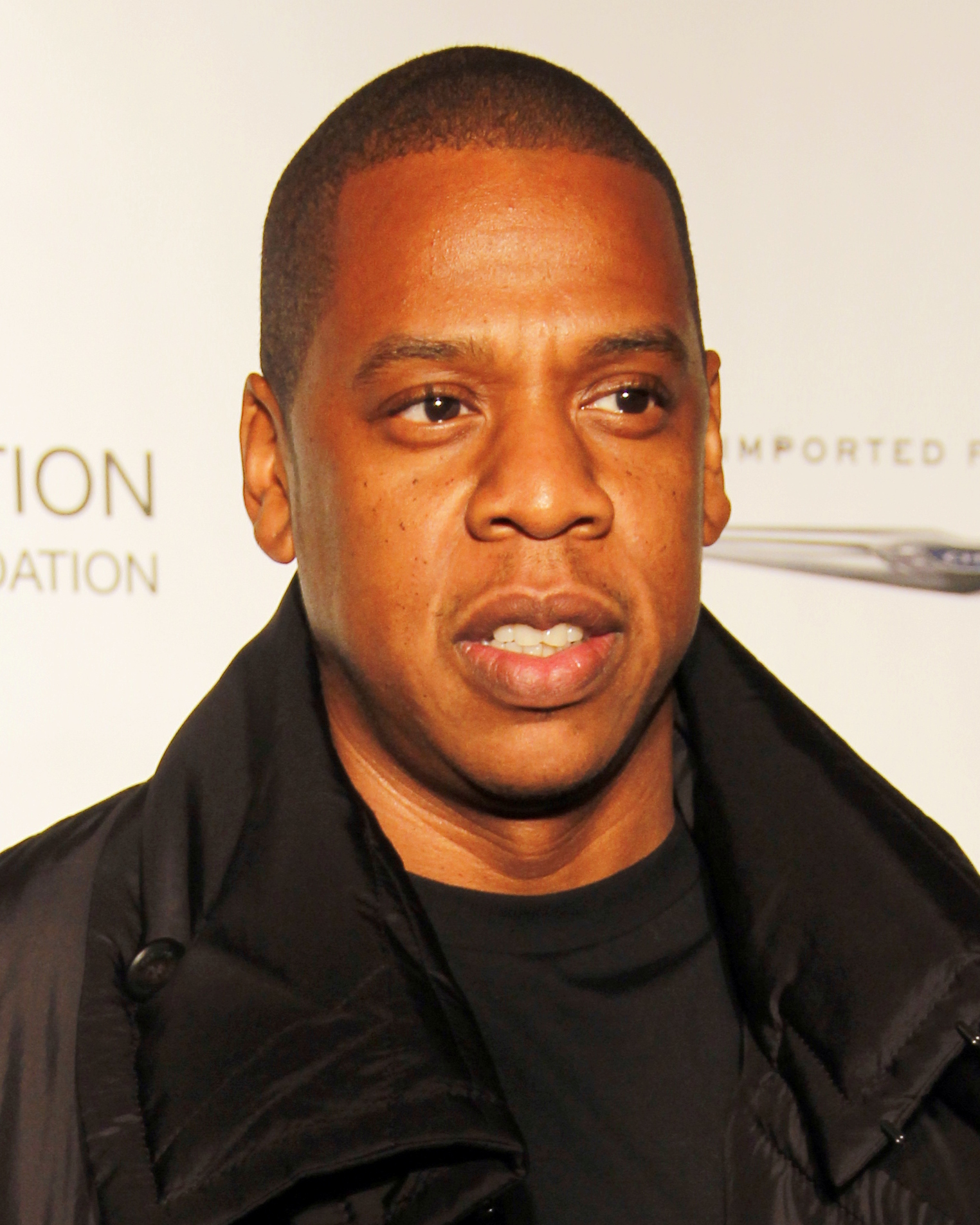
Cole volt az első előadó, akit Jay-Z szerződtetett kiadójához.

J. Cole 2009. június 15-én adta ki második mixtape-ét, a The Warm Upot. Cole ezek mellett szerepelt Jay-Z The Blueprint 3 (2009) albumán az A Star Is Born dalon. Ezek mellett dolgozott Wale Attention Deficit (2009) debütáló albumán és Back to the Feature (2009) mixtape-jén is. 2010 januárjában Cole szerepelt Talib Kweli és Hi-Tek Just Begun című kislemezén, illetve közreműködött B.o.B May 25 (2010) című mixtape-jén.

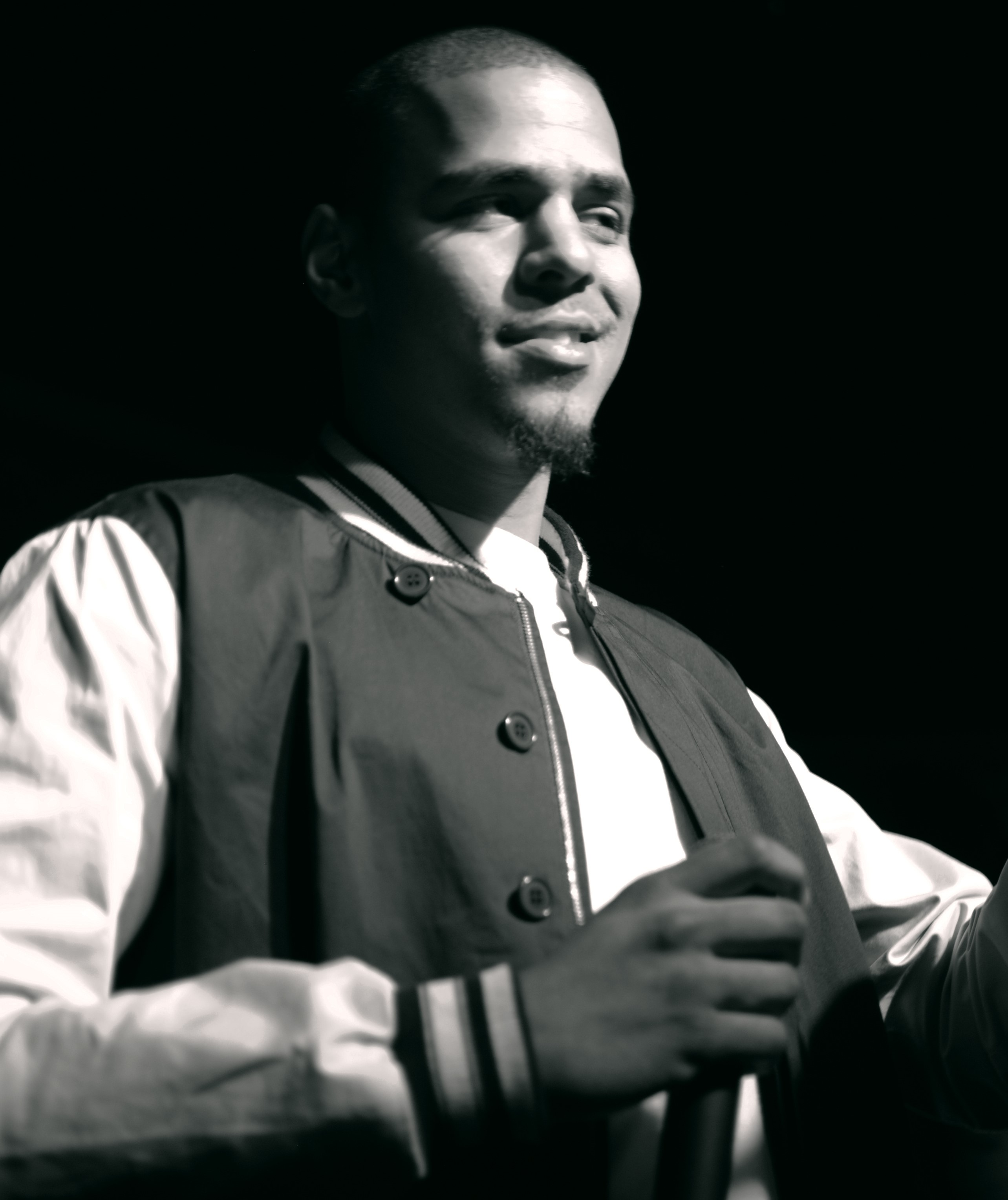
Cole 2010-ben a South by Southwest Fesztiválon

2010 elején Cole-t kiválasztotta a Beyond Race magazin az 50 Legjobb áttörő előadó listájára. Negyvenkilencedik lett, a magazin 11. kiadásának címlapján szerepelt. Ezek mellett helyet kapott az XXL Top Ten Freshmen listáján is, amely évente felsorolja az év legjobb újonc rappereit. Cole 2010 márciusában és áprilisában amerikai egyetemeken turnézott. A turnén fellépett Wiz Khalifával is, a Syracuse Egyetemen. Március 31-én előadta a Who Dat című dalt, amelyet majdnem egy hónappal később adott ki kislemezként. Ezt követően szerepelt Young Chris Still The Hottest című dalán és Miguel debütáló kislemezén, az All I Want Is Youn.
Hogy megünnepelje a The Warm Up megjelenésének évfordulóját, kiadta a The Last Stretch című freestyle-t. 2010. június 21-én bemutatta a Who Dat videóklipjét a 106 & Parkon. 2010 augusztusában Cole elnyerte az UMA Év férfi előadója díjat a The Warm Up mixtape-nek köszönhetően. 2010 júliusában Cole kiadott három dalt, amelyekről azt mondta, hogy szerepelni fognak első stúdióalbumán: a Dreams, a Won’t Be Long és a Never Told. Október 30-án kiszivárgott az I’m Coming Home demófelvétele. A dalt Diddynek vette fel, amely végül a Coming Home lett a Last Train to Paris (2010) albumon. 2010. november 12-én J. Cole kiadta harmadik hivatalos mixtape-jét, a Friday Night Lightsot. Közreműködött rajta Drake, Wale és Omen, illetve a producer Cole volt.

### 2011–2012:Cole World: The Sideline Story

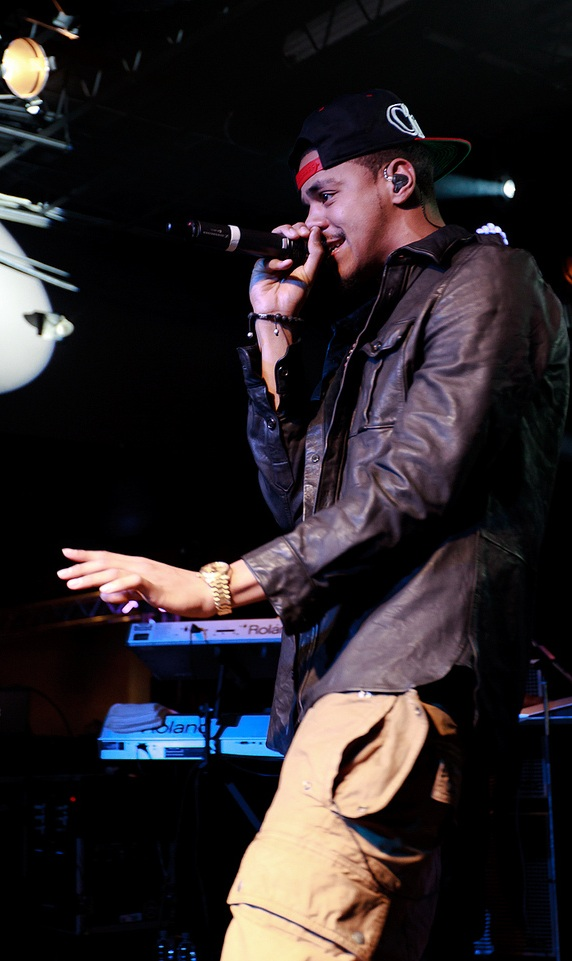
Cole 2011-ben, Londonban

Cole volt Drake nyitófellépője a Light Dreams and Nightmares UK Tour turnén, 2011 januárjában. Három hónappal később megjelent Kendrick Lamar HiiiPoWeR című dala, amelynek Cole volt a producere, a Section.80 (2011) albumról. Ez a kislemez volt az első a páros sok későbbi közreműködése közül. 2011. május 22-én Cole kiadta a Return of Simba című dalát, amely a harmadik volt a Simba-dalsorozatában, a Simba és a Grown Simba után. Cole nem jelentette be albumának címét, lehetséges változtatások miatt, csak azt, hogy Jay-Z szerepelni fog rajta. Ezt követően kiadta a Work Out című dalt, amely a második kislemez volt az albumról a Who Dat után. A dal, amelynek a producere Cole, Kanye West The New Workout Plan dalának hangmintáit és Paula Abdul Straight Up számának elemeit használja.
Július 31-én Cole bejelentette az Any Given Sundayt, amelyen keresztül Kanye West G.O.O.D. Fridays programjához hasonlóan ingyen adott zenét rajongóinak. A program harmadik kiadásán bemutatott több dalt is, amelyek végül nem kerültek fel albumának végső számlistájára. Augusztus 15-én kiadta a Work Out videóklipjét YouTube-on, Vevon és a 106 & Parkon. Egy héttel később kiadta első albumának borítóját, amelyet Alex Haldi tervezett, akinek Cole közreműködött The Glorification of Gangster című mixtape-jén. A következő héten pedig bemutatta az album számlistáját, Twitteren.
Augusztus 30-án kiadta az album második kislemezként a Can’t Get Enough című dalt, Trey Songz közreműködésével. A dal videóklipjét Barbadoson forgatták, miközben Cole nyitófellépő volt Rihanna Loud turnéján. A videó szeptember 14-én jelent meg és Clifton Bell rendezte. Szeptember 25-én pedig megjelentette a Daddy’s Little Girl videóklipjét.
A Cole World: The Sideline Story 2011. szeptember 27-én jelent meg és a Billboard 200 első helyén debütált, 218 ezer eladott példánnyal első hetében. December 2-ára arany minősítést kapott az Amerikai Hanglemezgyártók Szövetségétől (RIAA). 2012. február 7-én jelent meg róla az utolsó kislemez, a Nobody’s Perfect és közreműködött rajta Missy Elliott. A Cole World: The Sideline Story 2016-ra lett platina minősítésű lemez, egy millió eladott példányért.
Október 24-én Cole elmondta, hogy elkezdett dolgozni a következő albumán és, hogy 2012 júniusában tervezte kiadni. Ezek mellett arról is beszélt, hogy olyan dalok fognak rajta szerepelni, amelyek nem jutottak fel első lemezére. „Nem tudom mennyi, de vannak dalaim, amik nem jutottak fel a legutóbbi albumra és automatikusan felkerültek a másodikra.”

### 2012–2013:Born Sinnerés aTruly Yourssorozat
Cole jelölve volt 2012-ben a Legjobb új előadó díjra a Grammy-gálán. Ezek mellett játszott a keleti parti csapatban a 2012-es NBA All Star-gála Hírességek meccsén. 2012. február 24-én Cole elért 2 millió követőt Twitteren, amelyet a Grew Up Fast dal kiadásával ünnepelt. Március 1-én Cole visszatért Fayetteville-be. Hogy ezt megünnepelje kiadta a Visionz of Home című dalt és elindította a Dreamville Weekendet, hogy inspirálja a város fiataljait. Cole május 6-án lépett fel először Afrikában, Camp Mulla, P-Square, Naeto C, Flavour N’abania, Davido és Aemo E’Face mellett.
Május 14-én Cole bejelentette, hogy elkezdett dolgozni egy közös albumon Kendrick Lamarral. „Nemrég kezdtem el megint dolgozni Kendrickkel. Végre sikerült, megint. Csináltunk talán négy vagy öt dalt együtt.” Megemlítette még, hogy valószínűleg a Born Sinner után fogják kiadni. Október 20-án bejelentette, hogy elkészült albuma és csak arra várt, hogy Kendrick Lamar kiadja a good kid, m.A.A.d cityt.

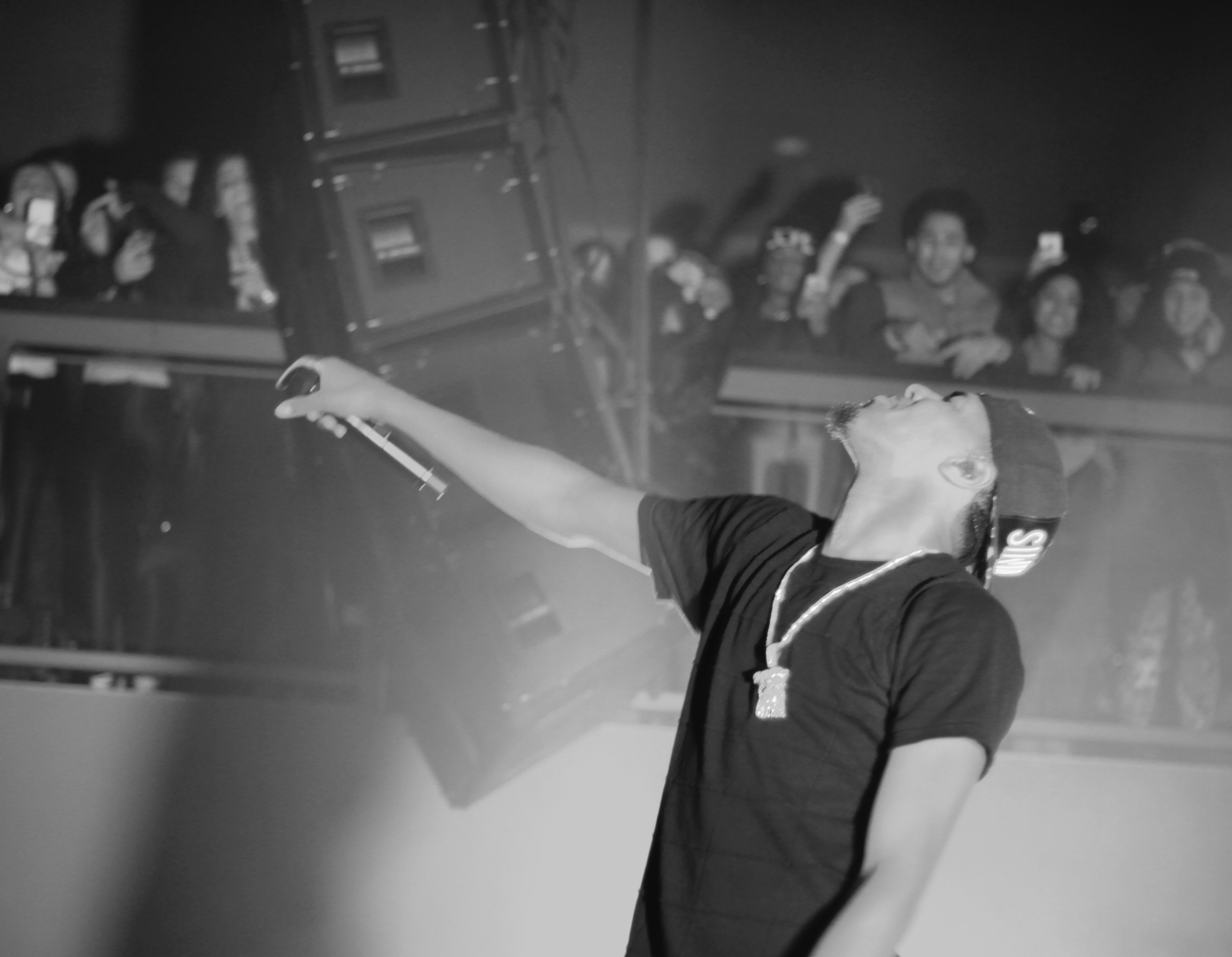
Cole a What Dreams May Come turné idején.

November 5-én jelentette be, hogy következő albumának címe Born Sinner lesz és 2013. január 28-án fog megjelenni. 2012. november 13-án Cole kiadta a Miss America című promóciós kislemezt és azt mondta róla, hogy reméli, hogy el fogja mozdítani a zenét egy másik irányba, illetve, hogy tisztában volt vele, hogy nem lesz sláger. „Nekem a Miss America egy kicsit elmozdít mindent, megváltoztatja a kommunikációt, egy kicsit agresszívabb irányba viszi, sokkal nyersebb és sokkal inkább társadalmi kritika... Bármilyen kritika jó, azokhoz a kislemezekhez képest, amik napjainkban vannak. Ez a célom, hogy egy kicsit elmozdítsam a kultúrát.”
December 31-én bejelentette, hogy az album nem fog megjelenni január 28-án, mert „kell még egy kis idő, hogy minden kész legyen.” A Born Sinner népszerűsítésére kiadta a Truly Yours középlemezt februárban, amelyen öt dal szerepelt, ami nem jutott fel a Born Sinnerre. Február 14-én közösségi médián megmutatta az első kislemez borítóját. A Power Trip ugyanezen a napon jelent meg, Miguel közreműködésével.
Cole 2013. június 25-ét jelentette be, mint a Born Sinner kiadási dátuma. De miután kiderült, hogy Kanye West egy héttel korábban adja ki Yeezus című albumát, Cole előrehozta a megjelenési dátumot, hogy küzdhessen Westtel az első helyért. Később erről a következőt mondta: „Ez művészet és nem versenyezhetek a híresség Kanye Westtel és azzal a státusszal, amelyet kiérdemelt, csak azzal, hogy egy zseni... De betehetem a nevemet a kalapba és azt mondhatom, hogy szerintem az én albumom nagyon jó és majd ti döntitek el igazam van-e.” Cole 2013. április 30-án adta ki a második Truly Yours középlemezt, amelyen közreműködött Bas, Young Jeezy és 2 Chainz. Megjelenését követő hetében a Born Sinnerből 297 ezer példány kelt el az Egyesült Államokban és második helyen debütált a Billboard 200-on, nagyjából 30 ezer példány hátrányban a Yeezus mögött, de később elérte az első helyet. Három kislemezt adott még ki az album népszerűsítésére, a Crooked Smile-t a TLC közreműködésével, a Forbidden Fruitot Kendrick Lamar közreműködésével, illetve a She Knowst.

### 2014–2016:2014 Forest Hills Drive

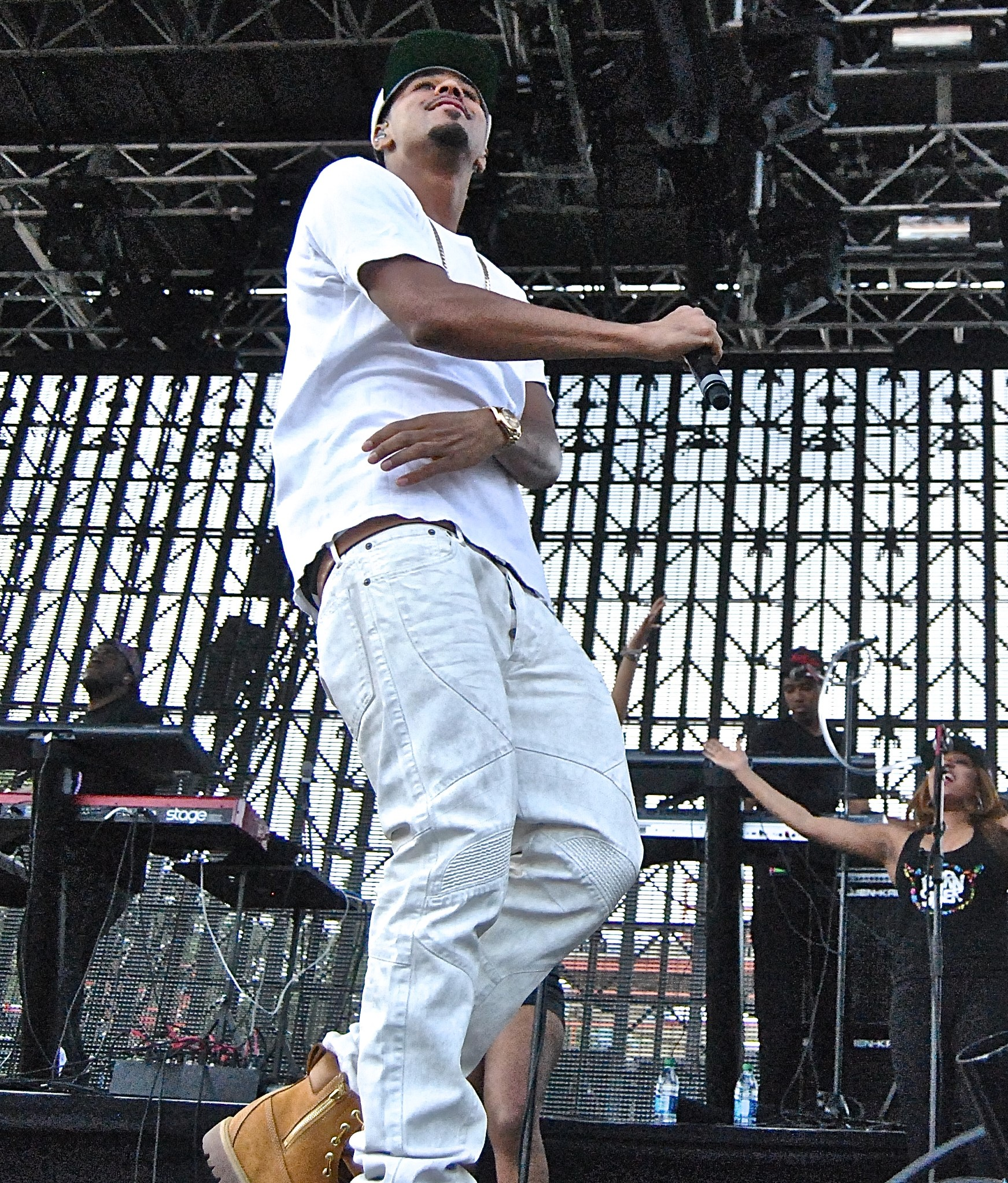
Cole a 2014-es Governor’s Ballon.

2014. augusztus 15-én Cole kiadta a Be Free című számot, Michael Brown meggyilkolására válaszul. Három nappal később elutazott Fergusonba, ahol a lövöldözés történt, hogy találkozzon tüntetőkkel és aktivistákkal a gyilkosság helyszínén. Fellépett a dallal a Late Show with David Letterman műsorán, december 10-én. November 16-án Cole kiadott egy videót, amelyben bejelentette következő stúdióalbumát, a 2014 Forest Hills Drive-ot. A videóból kiderült, hogy az album a címét Cole gyerekkori otthonának utcanevéről kapta. Bejelentette ezek mellett, hogy nem fognak megjelenni kislemezek az albumról és minimális lesz a népszerűsítése. Mindössze négy promóciós kislemezt adtak ki róla, a Apparentlyt, Wet Dreamzt, a No Role Modelzt és a Love Yourz. Az album első helyen debütált a Billboard 200-on, 353 ezer eladott példánnyal.
Cole 2015. február 13-án jelentette be a Forest Hills Drive Tour koncertturnét, amelyről kiadta a Forest Hills Drive: Live című koncertalbumot. A lemezt a Fayetteville-i koncerteken vették fel és Cole 31. születésnapján jelent meg. Március 31-én a 2014 Forest Hills Drive platina minősítést kapott az Amerikai Hanglemezgyártók Szövetségétől (RIAA), 2019-re pedig triplaplatina lemez lett. Elnyerte a Legjobb rapalbum díjat a 2015-ös Billboard Music Awardson és Az év albuma díjat a 2015-ös BET Hip Hop Awardson. Az albumot az 58. Grammy-gálán jelölték Legjobb rapalbum díjra. Az Apparently című kislemezt Legjobb rapteljesítmény díjra.
2015. december 15-én Cole bejelentette a J. Cole: Road to Homecoming című dokumentumfilmet, a Forest Hills Drive: Homecoming HBO-sorozata előtt. A sorozat öt epizódjában vendégszerepel Kendrick Lamar, Wale, Rihanna, Pusha T, Big Sean, Jay-Z és Drake. Hetente adták ki az epizódokat és ingyenesen elérhetőek voltak Vimeon, január 9-ig. Ezen a napon jelent meg a Forest Hills Drive: Homecoming, amelyet a Forest Hills Drive Tour utolsó koncertjén vettek fel. Január 28-án kiadta a Forest Hills Drive: Live-ot, a Love Yourz videóklipjével együtt.

### 2016–2017:4 Your Eyez Only

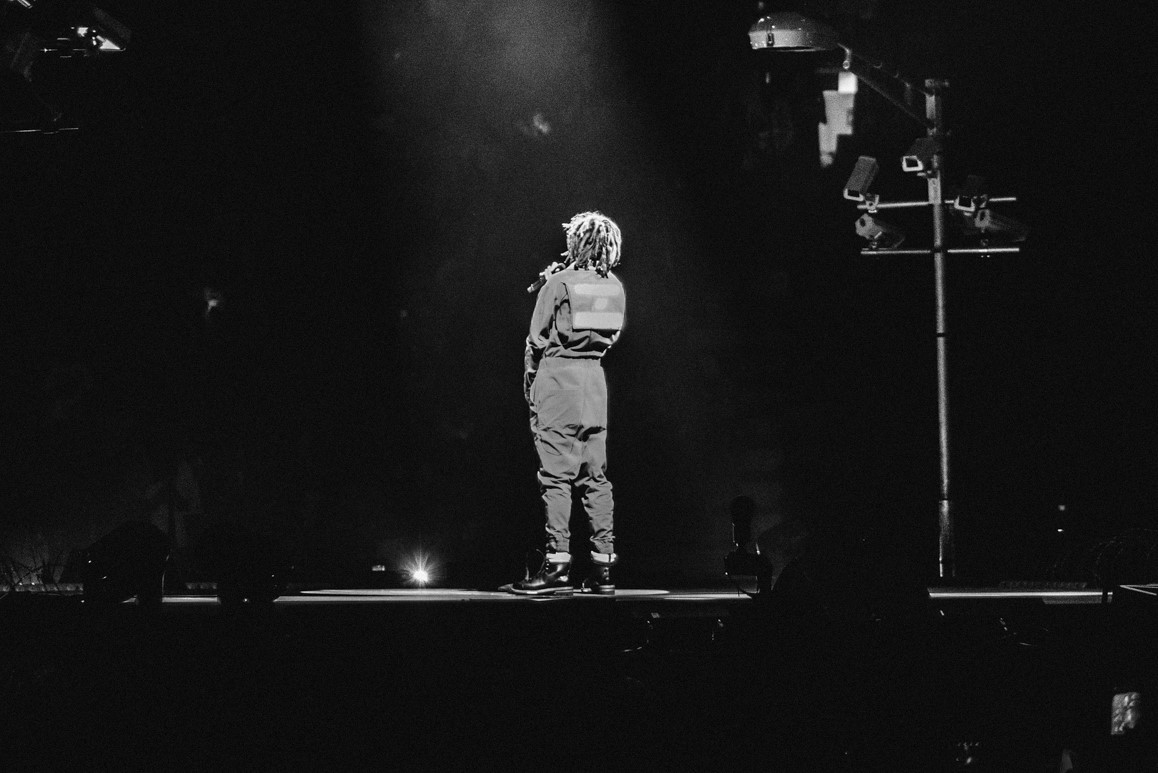
Cole Torontóban, a 4 Your Eyez Only Tour egyik koncertje közben.

2016. július 29-én DJ Khaled kiadta kilencedik stúdióalbumát, a Major Keyt. Cole közreműködött a Jermaine’s Interlude című dalon. A dalon a következő sor is szerepelt: „Elmondtam, amit tudtam, már a visszavonulás gondolataival játszadozom.” Ebből többen is arra következtettek, hogy Cole karrierje a vége felé jár. 2016. november 4-én Cole fellépett Jay-Z és Beyoncé Hillary Clintont támogató kampányeseményén, Clevelandben, Big Seannal és Chance the Rapperrel. November 8-án a Spillage Village kiadta a Jermaine’s Interlude hivatalos verzióját, amelynek címe Can’t Call It volt. Közreműködött rajta EarthGang, Bas és JID.
2016. december 1-én bemutatták a 4 Your Eyez Only számlistáját és albumborítóját, december 9-i megjelenési dátummal. December 2-án Cole kiadott egy 40 perces dokumentumfilmet Tidalon, amelynek címe Eyez volt. A dokumentumfilmben az album munkálatait lehetett látni és két dal videóklipjét (Everybody Dies és False Prophets), amelyek nem kerültek fel végül az albumra. A 4 Your Eyez Only első helyen debütált a Billboard 200-on, 492 ezer eladott példánnyal, amellyel sorozatban Cole negyedik első helyezett albuma lett. A Deja Vu című dal hetedik helyen debütált a Billboard Hot 100-on, anélkül, hogy kiadták volna kislemezként. Cole legmagasabb helyezést elérő dala lett. Az album minden dala elérte a slágerlista legjobb negyven helyének egyikét, azt követően, hogy Cole karrierjében összesen négy dala érte el a legjobb negyven helyet. Ezek mellett szerepelt a slágerlistákon az Everybody Dies és a False Prophets is. Cole-nak ezzel tizenkét dala szerepelt a Billboard Hot 100-on egy héten belül. A Deja Vut 2017. január 10-én adták ki, mint az album első kislemeze. Áprilisban az album platina minősítést kapott az Amerikai Hanglemezgyártók Szövetségétől (RIAA).
2017. január 6-án Cole meglepetésszerűen kiadta a High for Hours című dalt SoundCloudon. A dal producere Elite és Cam O’Bi voltak. Január 18-án jelent meg kislemezként. Február 21-én jelentette be a 4 Your Eyez Only World Tourt, amelyen 62 koncerten lépett fel. 2017. március 24-én az HBO bejelentette a J. Cole: 4 Your Eyez Only című dokumentumfilm megjelenését. A film rendezője Cole és Scott Lazer voltak.

### 2018:KOD
2018. április 16-án J. Cole bejelentett egy ingyenes eseményt rajongóinak New Yorkban. Itt végül bemutatta negyedik stúdióalbumát, a KOD-t, amely négy nappal később jelent meg. Április 17-én tartott még egy albumbemutatót, Londonban. Az album számlistája tizenkét dalból áll, két közreműködéssel, de mind a két közreműködés Cole alteregójától, Kill Edwardtól származik. Cole elmondta, hogy a KOD három különböző jelentéssel rendelkezik: Kids on Drugs, King Overdosed, és Kill Our Demons. Az album borítóját Kamau Haroon detroiti művész tervezte. A lemez fő témái a drogfüggőség, a depresszió és a kapzsiság.
Az Egyesült Államokban a KOD megdöntötte Drake rekordját a legtöbb streamért a kiadás napján az Apple Musicon, 64.5 millióval. Spotifyon 36.7 millióan streamelték első napján. Ezek mellett a KOD című dal megelőzte Taylor Swift Look What You Made Me Do című kislemezét, 400 ezer streammel. Az album első helyen debütált a Billboard 200-on, 397 ezer eladott példánnyal, amellyel Cole ötödik első helyezett albuma lett. Ezek mellett ő lett az első előadó, akinek három dala is egyszerre debütált a Billboard Hot 100 első tíz helyének egyikén, az ATM (6), a Kevin’s Heart (8), és a KOD (10) számokkal.  Az album összes dala szerepelt a Hot 100-on, összesen tizenkettő. A KOD jelent meg az album első kislemezeként, 2018. május 8-án. Cole ezek mellett kiadott videóklipeket az ATM és a Kevin’s Heart dalokhoz. Az ATM július 31-én jelent meg rádiókon, mint a második kislemez. Az album dalait az ESPN mellett felhasználta a 2018-as NBA-rájátszás és a 2018-as NBA-döntő alatt. 2018. április 27-én bejelentették, hogy Cole elkezdett dolgozni egy új projekten, amely a The Fall Off címet kapta és eredetileg a KOD előtt jelent volna meg, illetve, hogy egy Kill Edward-albumon is dolgozott.
Cole 2018. május 8-án jelentette be a KOD Tourt, amelyen fellépett vele Young Thug, Jaden Smith, EarthGang és Kill Edward. A turnén 34 helyszínen lépett fel Amerikában. Cole előadta az Introt és a Friendset a 2018-as BET Awardson.
2018. augusztus 7-én Cole kiadta az Album of the Year (Freestyle) című kislemezt. A dalhoz megjelent egy videóklip is, amely a WorldStarHipHopon jelent meg. Cole ezek mellett bejelentett még egy projektet, a The Off Seasont, amelyet a The Fall Off. kiadása előtt tervezett megjelentetni. A videó leírásában a következő volt olvasható: „A The Off Season nemsokára jön... Minden út a The Fall Offhoz vezet – Cole.” Egy interjúban elmondta, hogy 2019-ben nem fog turnézni, hogy a The Off Seasonön, a The Fall Offon és a KillEdward-albumon dolgozhasson.

### 2019:Revenge of the Dreamers III
2019. január 6-án Cole Twitteren bejelentette, hogy a Dreamville ki fog adni egy válogatásalbumot, Revenge of the Dreamers III címen. A felvételek Atlantában kezdődtek január 6-án és január 16-án értek véget. Összesen 343 előadó és producer dolgozott az albumon, többek között Big K.R.I.T., Mike Will Made It, DJ Khaled, Swizz Beatz, Tay Keith, T.I., Rick Ross, 9th Wonder és Wale. 2019. január 23-án Cole kiadta az első kislemezét 2013 óta, a Middle Childot. Mindössze egy napnyi adattal a dal 26. helyen debütált a Billboard Hot 100-on. A következő héten a dal a negyedik helyig jutott, amellyel Cole legsikeresebb dala lett. Cole fellépett a 2019-es NBA All Star-gálán, február 17-én, Charlotte-ban. Az előadott dalok között volt a Middle Child, az A Lot, az ATM, a Love Yourz és a No Role Modelz. 2019. május 23-án Cole közreműködött Travis Scottal együtt Young Thug The London című dalán.
2019. június 12-én kiadták az első két kislemezt a Revenge of the Dreamers III-ről: a Down Bad (Cole, JID, Bas, EarthGang és Young Nudy) és a Got Me (Ari Lennox, Omen, Ty Dolla Sign és Dreezy). 2019. július 1-én pedig megjelent a harmadik és a negyedik lemez, a LamboTruck (Cozz, Reason és Childish Major) és a Costa Rica (Bas, JID, Guapdad 4000, Reese Laflare, Jace, Mez, Smokepurpp, Buddy és Ski Mask the Slump God).
A Revenge of the Dreamers III első helyen debütált a Billboard 200-on, 115 ezer eladott példánnyal, amellyel Cole sorozatban hatodik listavezető albuma lett. Platina minősítést kapott az Amerikai Hanglemezgyártók Szövetségétől (RIAA). Az albumot jelölték a Legjobb rapalbum díjra a 62. Grammy-gálán, míg a Middle Child és a Down Bad pedig a Legjobb rapteljesítmény kategóriában volt jelölve. Cole közreműködése 21 Savage-dzsel, az A Lot pedig elnyerte a díjat a Legjobb rapdal kategóriában.

### 2020–napjainkig:The Off-Seasonés aThe Fall Off
2020. június 16-án J. Cole kiadta a Snow on tha Bluffot, nem sokkal George Floyd meggyilkolása után. Július 23-án kiadott két dalt, a The Climb Backet és a Lion King on Ice-ot, a The Fall Off című albumról. A kislemezek a Lewis Street promóciós középlemez részeként jelentek meg.
2020. december 29-én Cole Instagramra posztolt egy képet, amelyen egy lista szerepelt, melynek címe a The Fall Off Era volt.  A listán át volt húzva a Revenge of the Dreamers III. Alatta szerepelt még két projekt, a The Off-Season és az It’s a Boy. 2021. május 4-én Cole hivatalosan bejelentette a The Off-Season megjelenését és az albumborítóját. Az album első kislemezét az Interlude-ot három nappal később adták ki.
A The Off-Season 2021. május 14-én jelent meg. Közreműködött rajta Morray, 21 Savage, Lil Baby, Bas és 6LACK. Méltatták a zenekritikusok és első helyen debütált a Billboard 200-on, 282 ezer eladott példánnyal, amellyel Cole sorozatban hatodik első helyezett stúdióalbuma lett. Az albumról négy dal debütált a Billboard Hot 100 első tíz helyén, a My Life (2), Amari (5), Pride Is the Devil (7), 95 South (8).
2021. szeptember 21-én J. Cole kiadta a Heaven’s EP freestyle-t, amely feldolgozta Drake Pipe Down című dalának zenei alapját a Certified Lover Boy című albumról.

## Kosárlabda karrier

### Statisztikák
| Év      | Csapat       | JM | KM | JP/M | MG%  | 3P%  | BD%   | LP/M | GP/M | L/M | B/M | P/M |
| ------- | ------------ | -- | -- | ---- | ---- | ---- | ----- | ---- | ---- | --- | --- | --- |
| 2020–21 | Patriots BBC | 3  | 0  | 15,2 | .286 | .000 | 1.000 | 1,7  | 1,0  | 0,3 | 0,3 | 1,7 |

## Diszkográfia
Stúdióalbumok
- Cole World: The Sideline Story (2011)
- Born Sinner (2013)
- 2014 Forest Hills Drive (2014)
- 4 Your Eyez Only (2016)
- KOD (2018)
- The Off-Season (2021)
- The Fall Off (Ismeretlen)

## Turnék
Headliner
- Cole World... World Tour (2011)
- What Dreams May Come Tour (2013–2014)
- Dollar & A Dream Tour (2013)
- Dollar & A Dream Tour 2014: The Warm Up (2014)
- Forest Hills Drive Tour (2015)
- Dollar & A Dream Tour III: Friday Night Lights (2015)
- 4 Your Eyez Only World Tour (2017)
- KOD Tour (2018)

Headliner, vendéggel
- The Campus Consciousness Tour (Big K.R.I.T.-tel) (2012)
- Revenge of the Dreamers NYC Crawl (a Dreamville-lel) (2015)
- The Off-Season Tour (21 Savage-dzsel) (2021)

Nyitófellépőként
- Jay-Z Fall Tour (Jay-Z) (2009)
- Attention Deficit Tour (Wale) (2009)
- Loud Tour (Rihanna) (2011)
- Club Paradise Tour (Drake) (2012)
- Rapture Tour (Eminem) (2014)

## Filmográfia
| Filmek és televíziós szerepek | Filmek és televíziós szerepek                 | Filmek és televíziós szerepek |
| Év                            | Cím                                           | Szerep                        |
| ----------------------------- | --------------------------------------------- | ----------------------------- |
| 2015                          | J. Cole: Road to Homecoming                   | Önmaga                        |
| 2015                          | Forest Hills Drive: Homecoming                | Önmaga                        |
| 2016                          | Eyez                                          | Önmaga                        |
| 2017                          | J. Cole: 4 Your Eyez Only                     | Önmaga                        |
| 2017                          | Raising Bertie                                | Executive producer            |
| 2018                          | Out of Omaha                                  | Executive producer            |
| 2019                          | Dreamville Presents: REVENGE                  | Önmaga, executive producer    |
| 2021                          | Applying Pressure: The Off-Season Documentary | Önmaga, executive producer    |

## Díjak és jelölések
| Díjátadó                | Év   | Jelölt/Munka                                                    | Kategória                                        | Eredmény | For.    |
| ----------------------- | ---- | --------------------------------------------------------------- | ------------------------------------------------ | -------- | ------- |
| American Music Awards   | 2012 | J. Cole                                                         | Az év új előadója                                | Jelölve  | [ 112 ] |
| American Music Awards   | 2012 | Cole World: The Sideline Story                                  | Kedvenc rap/hiphopalbum                          | Jelölve  | [ 112 ] |
| American Music Awards   | 2015 | 2014 Forest Hills Drive                                         | Kedvenc rap/hiphopalbum                          | Jelölve  | [ 113 ] |
| BET Awards              | 2011 | J. Cole                                                         | Legjobb új előadó                                | Jelölve  | [ 114 ] |
| BET Awards              | 2012 | J. Cole                                                         | Legjobb férfi hiphopelőadó                       | Jelölve  | [ 115 ] |
| BET Awards              | 2012 | Party (Remix)                                                   | Legjobb közreműködés                             | Jelölve  | [ 115 ] |
| BET Awards              | 2014 | J. Cole                                                         | Legjobb férfi hiphopelőadó                       | Jelölve  | [ 116 ] |
| BET Awards              | 2016 | J. Cole                                                         | Legjobb férfi hiphopelőadó                       | Jelölve  | [ 117 ] |
| BET Awards              | 2017 | J. Cole                                                         | Legjobb férfi hiphopelőadó                       | Jelölve  | [ 118 ] |
| BET Awards              | 2017 | 4 Your Eyez Only                                                | Az év albuma                                     | Jelölve  | [ 118 ] |
| BET Awards              | 2018 | J. Cole                                                         | Legjobb férfi hiphopelőadó                       | Jelölve  | [ 119 ] |
| BET Hip Hop Awards      | 2011 | Friday Night Lights                                             | Legjobb mixtape                                  | Elnyerte | [ 120 ] |
| BET Hip Hop Awards      | 2012 | Cole World: The Sideline Story                                  | Az év CD-je                                      | Jelölve  | [ 121 ] |
| BET Hip Hop Awards      | 2012 | J. Cole                                                         | Az év MVP-je                                     | Jelölve  | [ 121 ] |
| BET Hip Hop Awards      | 2012 | J. Cole                                                         | Az év producere                                  | Jelölve  | [ 121 ] |
| BET Hip Hop Awards      | 2012 | J. Cole                                                         | Az év dalszövegírója                             | Jelölve  | [ 121 ] |
| BET Hip Hop Awards      | 2012 | J. Cole                                                         | Legjobb fellépő                                  | Jelölve  | [ 121 ] |
| BET Hip Hop Awards      | 2012 | Nobody’s Perfect (Missy Elliott közreműködésével)               | Reese’s Perfect Combo-díj (Legjobb közreműködés) | Jelölve  | [ 121 ] |
| BET Hip Hop Awards      | 2013 | Born Sinner                                                     | Az év albuma                                     | Jelölve  | [ 122 ] |
| BET Hip Hop Awards      | 2013 | Power Trip (Miguel közreműködésével)                            | Legjobb közreműködés, duó vagy csoport           | Jelölve  | [ 122 ] |
| BET Hip Hop Awards      | 2013 | Power Trip (Miguel közreműködésével)                            | Legjobb hiphopvideó                              | Jelölve  | [ 122 ] |
| BET Hip Hop Awards      | 2013 | Power Trip (Miguel közreműködésével)                            | Az év száma                                      | Jelölve  | [ 122 ] |
| BET Hip Hop Awards      | 2013 | Power Trip (Miguel közreműködésével)                            | Az emberek bajnoka-díj                           | Jelölve  | [ 122 ] |
| BET Hip Hop Awards      | 2013 | J. Cole                                                         | Az év MVP-je                                     | Jelölve  | [ 122 ] |
| BET Hip Hop Awards      | 2013 | J. Cole                                                         | Az év producere                                  | Jelölve  | [ 122 ] |
| BET Hip Hop Awards      | 2013 | J. Cole                                                         | Az év dalszövegírója                             | Jelölve  | [ 122 ] |
| BET Hip Hop Awards      | 2013 | J. Cole                                                         | Legjobb fellépő                                  | Jelölve  | [ 122 ] |
| BET Hip Hop Awards      | 2013 | Crooked Smile (a TLC közreműködésével)                          | Befolyásos dal                                   | Elnyerte | [ 122 ] |
| BET Hip Hop Awards      | 2014 | Crooked Smile (a TLC közreműködésével)                          | Legjobb hiphopvideó                              | Jelölve  | [ 123 ] |
| BET Hip Hop Awards      | 2014 | J. Cole                                                         | Az év dalszövegírója                             | Jelölve  | [ 123 ] |
| BET Hip Hop Awards      | 2015 | J. Cole                                                         | Az év dalszövegírója                             | Jelölve  | [ 124 ] |
| BET Hip Hop Awards      | 2015 | J. Cole                                                         | Az év MVP-je                                     | Jelölve  | [ 124 ] |
| BET Hip Hop Awards      | 2015 | J. Cole                                                         | Az év producere                                  | Jelölve  | [ 124 ] |
| BET Hip Hop Awards      | 2015 | J. Cole                                                         | Legjobb fellépő                                  | Elnyerte | [ 124 ] |
| BET Hip Hop Awards      | 2015 | J. Cole                                                         | Hustler of the Year                              | Jelölve  | [ 124 ] |
| BET Hip Hop Awards      | 2015 | 2014 Forest Hills Drive                                         | Az év albuma                                     | Elnyerte | [ 124 ] |
| BET Hip Hop Awards      | 2015 | Apparently                                                      | Befolyásos dal                                   | Jelölve  | [ 124 ] |
| BET Hip Hop Awards      | 2015 | Be Free                                                         | Befolyásos dal                                   | Jelölve  | [ 124 ] |
| BET Hip Hop Awards      | 2016 | Love Yourz                                                      | Befolyásos dal                                   | Elnyerte | [ 125 ] |
| BET Hip Hop Awards      | 2016 | J. Cole                                                         | Hot Ticket Fellépő                               | Jelölve  | [ 125 ] |
| BET Hip Hop Awards      | 2016 | J. Cole                                                         | Az év dalszövegírója                             | Jelölve  | [ 125 ] |
| BET Hip Hop Awards      | 2017 | 4 Your Eyez Only                                                | Az év albuma                                     | Jelölve  | [ 126 ] |
| BET Hip Hop Awards      | 2017 | J. Cole                                                         | Hot Ticket Fellépő                               | Jelölve  | [ 126 ] |
| BET Hip Hop Awards      | 2017 | J. Cole                                                         | Az év dalszövegírója                             | Jelölve  | [ 126 ] |
| BET Hip Hop Awards      | 2018 | KOD                                                             | Az év albuma                                     | Jelölve  | [ 127 ] |
| BET Hip Hop Awards      | 2018 | J. Cole                                                         | Az év MVP-je                                     | Jelölve  | [ 127 ] |
| BET Hip Hop Awards      | 2018 | J. Cole                                                         | Az év dalszövegírója                             | Jelölve  | [ 127 ] |
| BET Hip Hop Awards      | 2019 | J. Cole                                                         | Az év dalszövegírója                             | Elnyerte | [ 128 ] |
| BET Hip Hop Awards      | 2019 | J. Cole                                                         | Az év MVP-je                                     | Jelölve  | [ 128 ] |
| BET Hip Hop Awards      | 2019 | Revenge of the Dreamers III                                     | Az év albuma                                     | Jelölve  | [ 128 ] |
| BET Hip Hop Awards      | 2019 | A Lot (21 Savage-dzel)                                          | Legjobb hiphopvideó                              | Jelölve  | [ 128 ] |
| BET Hip Hop Awards      | 2019 | A Lot (21 Savage-dzel)                                          | Legjobb közreműködés, duó vagy csoport           | Jelölve  | [ 128 ] |
| BET Hip Hop Awards      | 2019 | A Lot (21 Savage-dzel)                                          | Sweet 16: Legjobb vendégszereplés                | Elnyerte | [ 128 ] |
| BET Hip Hop Awards      | 2019 | A Lot (21 Savage-dzel)                                          | Befolyásos dal                                   | Elnyerte | [ 128 ] |
| BET Hip Hop Awards      | 2019 | Middle Child                                                    | Befolyásos dal                                   | Jelölve  | [ 128 ] |
| Billboard Music Awards  | 2014 | Born Sinner                                                     | Legjobb rapalbum                                 | Jelölve  | [ 129 ] |
| Billboard Music Awards  | 2015 | 2014 Forest Hills Drive                                         | Legjobb rapalbum                                 | Elnyerte | [ 130 ] |
| Billboard Music Awards  | 2015 | J. Cole                                                         | Legjobb rapelőadó                                | Jelölve  | [ 130 ] |
| Billboard Music Awards  | 2017 | J. Cole                                                         | Legjobb rapelőadó                                | Jelölve  | [ 131 ] |
| Billboard Music Awards  | 2017 | 4 Your Eyez Only                                                | Legjobb rapalbum                                 | Jelölve  | [ 131 ] |
| Billboard Music Awards  | 2018 | 4 Your Eyez Only World Tour                                     | Legjobb rapturné                                 | Jelölve  | [ 132 ] |
| Grammy-díj              | 2012 | J. Cole                                                         | Legjobb új előadó                                | Jelölve  | [ 3 ]   |
| Grammy-díj              | 2014 | Power Trip                                                      | Legjobb rap/ének közreműködés                    | Jelölve  | [ 3 ]   |
| Grammy-díj              | 2016 | 2014 Forest Hills Drive                                         | Legjobb rapalbum                                 | Jelölve  | [ 3 ]   |
| Grammy-díj              | 2016 | Apparently                                                      | Legjobb rapteljesítmény                          | Jelölve  | [ 3 ]   |
| Grammy-díj              | 2016 | Planez                                                          | Legjobb R&B-teljesítmény                         | Jelölve  | [ 3 ]   |
| Grammy-díj              | 2019 | Pretty Little Fears                                             | Legjobb rap/ének közreműködés                    | Jelölve  | [ 3 ]   |
| Grammy-díj              | 2019 | Come Through and Chill                                          | Legjobb R&B-dal                                  | Jelölve  | [ 3 ]   |
| Grammy-díj              | 2020 | Middle Child                                                    | Legjobb rapteljesítmény                          | Jelölve  | [ 3 ]   |
| Grammy-díj              | 2020 | Down Bad (JID-del, Basszel, EarthGanggel és Young Nudyval)      | Legjobb rapteljesítmény                          | Jelölve  | [ 3 ]   |
| Grammy-díj              | 2020 | A Lot (21 Savage-dzel)                                          | Legjobb rapdal                                   | Elnyerte | [ 3 ]   |
| Grammy-díj              | 2020 | The London (Young Thuggal és Travis Scottal)                    | Legjobb rap/ének közreműködés                    | Jelölve  | [ 3 ]   |
| Grammy-díj              | 2020 | Revenge of the Dreamers III                                     | Legjobb rapalbum                                 | Jelölve  | [ 3 ]   |
| Grammy-díj              | 2022 | M Y. L I F E (21 Savage és Morray közreműködésével)             | Legjobb rapteljesítmény                          | Függőben | [ 3 ]   |
| Grammy-díj              | 2022 | M Y. L I F E (21 Savage és Morray közreműködésével)             | Legjobb rapdal                                   | Függőben | [ 3 ]   |
| Grammy-díj              | 2022 | P R I D E . I S . T H E . D E V I L (Lil Baby közreműködésével) | Legjobb melodikus rapteljesítmény                | Függőben | [ 3 ]   |
| Grammy-díj              | 2022 | The Off-Season                                                  | Legjobb rapalbum                                 | Függőben | [ 3 ]   |
| MTV Europe Music Awards | 2018 | Wireless Fesztivál                                              | Legjobb színpad                                  | Jelölve  |         |
| MTV Video Music Awards  | 2013 | Power Trip (Miguel közreműködésével)                            | Legjobb hiphop                                   | Jelölve  | [ 133 ] |
| MTV Video Music Awards  | 2014 | Crooked Smile (a TLC közreműködésével)                          | Legjobb mondanivalót tartalmazó videó            | Jelölve  | [ 134 ] |
| MTV Video Music Awards  | 2018 | ATM (Addicted to Money)                                         | Legjobb művészi rendezés                         | Jelölve  | [ 135 ] |
| MTV Video Music Awards  | 2018 | ATM (Addicted to Money)                                         | Legjobb hiphop                                   | Jelölve  | [ 135 ] |
| MTV Video Music Awards  | 2019 | A Lot (21 Savage-dzel)                                          | Legjobb hiphop                                   | Jelölve  | [ 136 ] |
| MTV Video Music Awards  | 2019 | A Lot (21 Savage-dzel)                                          | Az év videója                                    | Jelölve  | [ 136 ] |
| MTV Video Music Awards  | 2019 | The London (Young Thuggal és Travis Scottal)                    | A nyár dala                                      | Jelölve  | [ 136 ] |
| MTVU Woodie Awards      | 2012 | J. Cole                                                         | Woodie of the Year: Népszerű mixtape-sorozat     | Jelölve  |         |
| Soul Train Music Awards | 2012 | J. Cole                                                         | Legjobb új előadó                                | Jelölve  | [ 137 ] |
| Soul Train Music Awards | 2013 | Power Trip (Miguel közreműködésével)                            | Az év legjobb hiphopdala                         | Jelölve  | [ 138 ] |
| Soul Train Music Awards | 2013 | Power Trip (Miguel közreműködésével)                            | Legjobb közreműködés                             | Jelölve  | [ 138 ] |
| Soul Train Music Awards | 2013 | Crooked Smile (a TLC közreműködésével)                          | Ashford és Simpson Dalszerzői-díj                | Jelölve  | [ 138 ] |
| Soul Train Music Awards | 2015 | Apparently                                                      | Ashford és Simpson Dalszerzői-díj                | Jelölve  | [ 139 ] |